# Pierre Perrier
Pierre Perrier (Nogent-sur-Marne, 9 agosto 1984) è un attore francese.

## Biografia
Pierre Perrier esordisce come attore nel 2003 nel film televisivo Ciel d'asile. 
Nel 2005 recita nel film Douches froides di Antony Cordier. Nel 2006 in Le Héros de la famille di Thierry Klifa, Harkis di Alain Tasma e Chacun sa nuit di Jean-Marc Barr e Pascal Arnold. 
Nel 2011 recita in un altro film di Jean-Marc Barr e Pascal Arnold: American Translation nel ruolo di un giovane psicopatico bisessuale. Questo ruolo gli permette di essere considerato, ma non nominato, per il César du meilleur espoir masculin nel 2012.
Nel 2012 recita nel film Chroniques sexuelles d'une famille d'aujourd'hui nel quale compare in alcune scene di nudo e nella serie televisiva Les Revenants nel ruolo di Simon, giovane morto poche ore prima del suo matrimonio in circostanze inspiegabili e ritornato in vita dieci anni dopo.

### Vita privata
È fidanzato con l'attrice Àstrid Bergès-Frisbey.

## Filmografia

### Cinema
- Douches froides, regia di Antony Cordier (2005)
- Chacun sa nuit, regia di Pascal Arnold e Jean-Marc Barr (2006)
- Le héros de la famille, regia di Thierry Klifa (20)
- Le hobby, regia di Nicolas Zappi - cortometraggio (2008)
- Kisses from Paris, regia di Yvan Attal - cortometraggio (2009)
- Plein sud - Andando a sud (Plein sud), regia di Sébastien Lifshitz (2009)
- American Translation, regia di Pascal Arnold e Jean-Marc Barr (2011)
- The Whirlpool, regia di Alvin Case (2012)
- Chroniques sexuelles d'une famille d'aujourd'hui, regia di Pascal Arnold e Jean-Marc Barr (2012)
- Le Weekend, regia di Christopher Granier-Deferre (2013)
- Tu te souviens?, regia di Virginie Schwartz - cortometraggio (2013)
- Disparue en hiver, regia di Christophe Lamotte (2014)
- The Proposal, regia di Sean Ellis - cortometraggio (2015)
- La nuit je m'ennuie, regia di Jonathan Kluger - cortometraggio (2015)
- City of Lost Love, regia di O'ar Pali e Pierre Perrier (2016)
- Arès, regia di Jean-Patrick Benes (2016)
- We Are Tourists, regia di O'ar Pali e Remy Bazerque (2017)
- Louloute, regia di Hubert Viel (2020)
- Les Indociles, regia di Pascal Arnold e Jean-Marc Barr (2022)

### Televisione
- Ciel d'asile, regia di Philippe Bérenger – film TV (2003)
- Fred et son orchestre – serie TV, 1 episodio (2003)
- Faites comme chez vous – serie TV, 7 episodi (2005)
- S.O.S. 18 – serie TV, 3 episodi (2005-2006)
- Harkis, regia di Alain Tasma – film TV (2006)
- Les cerfs-volants, regia di Jérôme Cornuau – film TV (2007)
- Clem – serie TV, 2 episodi (2011-2012)
- I Borgia (Borgia) – serie TV, 1 episodio (2014)
- Collection Mary Higgins Clark, la reine du suspense – serie TV, 1 episodio (2014)
- Delitto in Camargue (Crime à Aigues-Mortes), regia di Claude-Michel Rome – film TV (2015)
- Les Revenants – serie TV, 16 episodi (2012-2015)
- Capitaine Marleau – serie TV, 1 episodio (2016)
- Imposture, regia di Julien Despaux – film TV (2017)
- Le tueur du lac, regia di Jérôme Cornuau – miniserie TV (2017)
- Jeux d'influence, regia di Jean-Xavier de Lestrade – miniserie TV, 6 episodi (2018-2019)
- Peur sur le lac, regia di Jérôme Cornuau – miniserie TV (2020)
- Romance – serie TV, 6 episodi (2020)
- Infidèle, regia di Didier Le Pêcheur e Didier Bivel – miniserie TV, 4 episodi (2020)
- Les héritiers, regia di Jean-Marc Brondolo – film TV (2021)